# Ghostkid
Ghostkid (Eigenschreibweise: GHØSTKID) ist eine 2020 gegründete deutsche Metalcore-Band um den Sänger und Frontmann Sebastian „Sushi“ Biesler.

## Geschichte

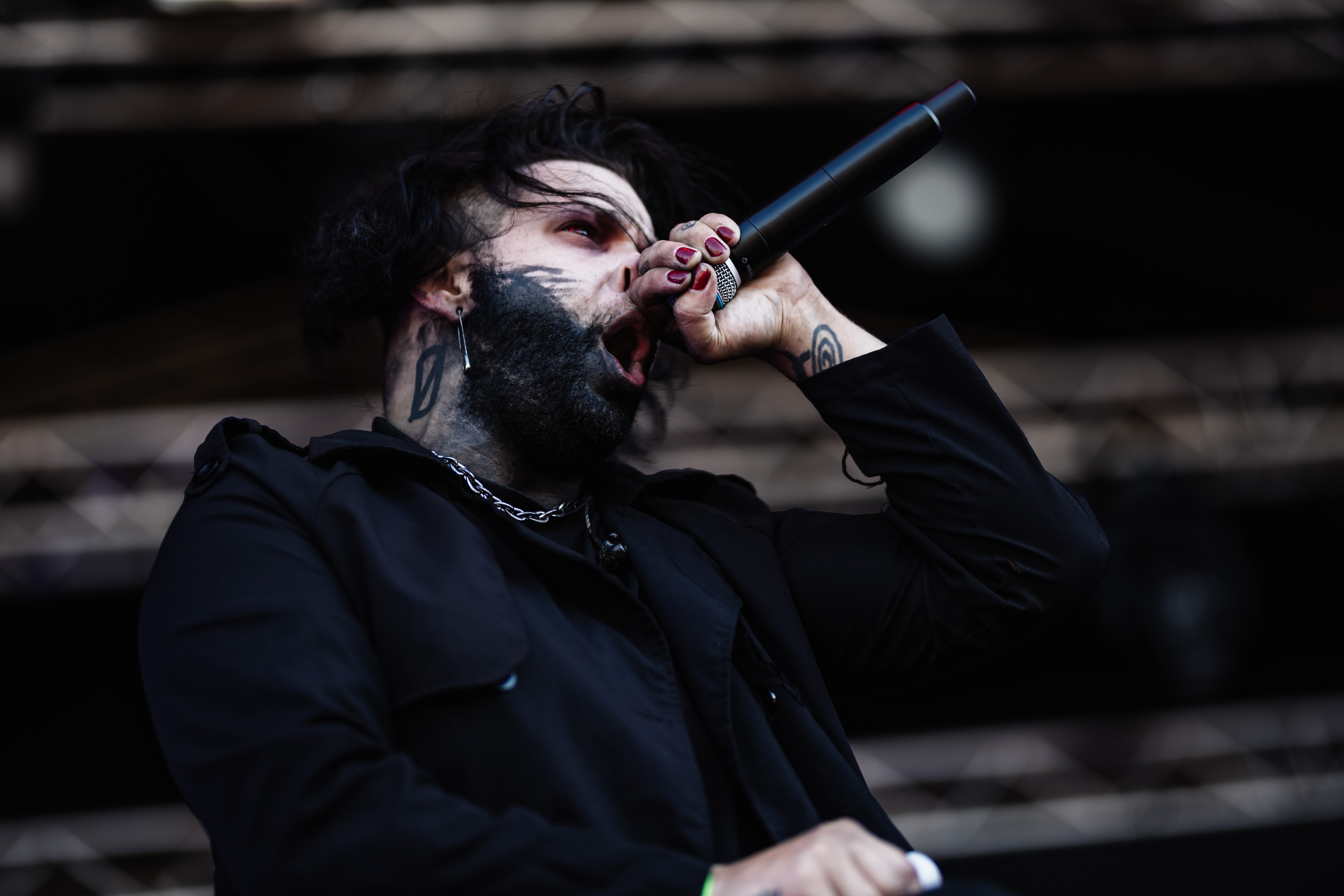
Sänger Sebastian „Sushi“ Biesler

Nachdem im Februar 2020 bekannt gegeben wurde, dass Sebastian „Sushi“ Biesler Eskimo Callboy (heute Electric Callboy)  verlassen hat, kündigte dieser sein neues Projekt Ghostkid an. Im Laufe der Zeit gab Biesler die Musiker seines Projektes über Social Media bekannt.
Am 13. November 2020 wurde das Debütalbum mit dem Titel Ghostkid veröffentlicht. Die Basis des selbstbetitelten Debütalbums wurde von Co-Produzent Phil Sunday gelegt. Produziert wurde das Album von Sky van Hoff. Ebenfalls befinden sich namhafte Gastmusiker auf dem Album. Unter anderem hat Marcus Bischoff (Heaven Shall Burn) dem Song Supernova seine Stimme verliehen. Mille Petrozza von der Band Kreator ist auf dem Track Crown zu hören. Der Titel This Is Not Hollywood ist zwei Mal auf dem Album vertreten, einmal auf Deutsch mit Timi Hendrix von Trailerpark und die andere Variante mit Johnny 3 Tears von Hollywood Undead.
Im April 2021 sollte die erste Tour der Band stattfinden, welche aufgrund der COVID-19-Pandemie auf Dezember 2021 verschoben wurde. Im Mai 2021 hat die Band eine Social-Distance-Tour für den Sommer 2021 angekündigt.
2024 unterstützen sie als Special Guest die finnische Band Blind Channel auf ihrer EXIT EMOTIONS Tour durch Europa mit insgesamt 30 Shows.

## Stil
Biesler erklärte, dass er beim Entstehungsprozess viel Marilyn Manson, Fever 333 und Bring Me the Horizon gehört hätte. Diese Inspiration habe er mit Düsternis, Aggressivität, Rotzigkeit mit Pop-Affinität, sowie Einflüssen aus Nu Metal, Trap, Industrial und Rock kombiniert.

## Diskografie

### Alben
| Jahr | Titel Musiklabel                       | Höchstplatzierung, Gesamtwochen, AuszeichnungChartsChartplatzierungen (Jahr, Titel, Musiklabel, Platzierungen, Wochen, Auszeichnungen, Anmerkungen) | Anmerkungen                             |
| Jahr | Titel Musiklabel                       | DE | Anmerkungen                             |
| ---- | -------------------------------------- | --- | --------------------------------------- |
| 2020 | Ghostkid Century Media (Sony)          | DE34 (1 Wo.)DE | Erstveröffentlichung: 13. November 2020 |
| 2024 | Hollywood Suicide Century Media (Sony) | DE27 (1 Wo.)DE | Erstveröffentlichung: 22. März 2024     |

### Singles
- 2020: Start a Fight
- 2020: Supernova (mit Marcus Bischoff von Heaven Shall Burn)
- 2020: This Is Not Hollywood (mit Johnny 3 Tears von Hollywood Undead)
- 2020: This Is Not Hollywood (mit Timi Hendrix)
- 2020: You & I
- 2021: Fool (Inhuman Remix)
- 2022: Ugly
- 2023: Hollywood Suicide
- 2023: Heavy Rain
- 2024: FSU
- 2024: Murder (feat. Code:Pandorum)

### Als Gastmusiker
- 2022: Hellfire (Zombiez feat. Ghostkid)
- 2022: The Sickness (Kayzo feat. Ghostkid)
- 2022: Deathlist (Inhuman feat. Ghostkid)

## Auszeichnungen
| Jahr | Preis                     | Kategorie                        | für                               | Resultat  |
| ---- | ------------------------- | -------------------------------- | --------------------------------- | --------- |
| 2020 | Impericon Awards          | Best Newcomer                    | Ghostkid                          | Gewonnen  |
| 2021 | Berlin Music Video Awards | Best Music Video                 | Supernova (feat. Marcus Bischoff) | Nominiert |
| 2021 | Heavy Music Awards        | Best International Breakout Band | Ghostkid                          | Nominiert |